# Muffa (film)
Muffa (Küf) è un film del 2012 diretto da Ali Aydın.
Pellicola turca presentata alla 69ª Mostra internazionale d'arte cinematografica di Venezia nel concorso della Settimana Internazionale della Critica, dove ottenne il premio "Luigi De Laurentiis" per il miglior regista esordiente (Ali Aydın).
Il film affronta una parentesi buia della recente storia della Turchia, quando tra il 1987 e il 2001, a margine dell'ondata di terrorismo infiammata dal conflitto turco-curdo, avvennero numerose sparizioni di persone, molte delle quali mai ritrovate.

## Trama
Basri lavora come ispettore ai binari delle ferrovie turche, facendo tutti i giorni molti chilometri a piedi, da solo.
Siamo nel 2012 e sono diciotto anni che suo figlio è scomparso, e lui, ogni mese, scrive alla polizia pretendendo informazioni. Il figlio si trovava a studiare ad Istanbul e da un giorno all'altro non se ne ebbe più notizia. La madre del ragazzo, dopo quest'avvenimento, si ammalò e morì.
Basri è rimasto solo ed ha come unico scopo nella sua vita quello di ritrovare il figlio, consapevole che potrebbe essere morto. Questa insistenza lo rende inviso alle autorità e non solo. L'unica informazione che ebbe ad Istanbul riguardo al figlio è che il ragazzo venne segnalato per attività antigovernative.
Sul posto di lavoro ha un collega, Cemil, che lo ha preso di mira. Scopertolo a violentare una donna nello spogliatoio degli uomini, Basri lo colpisce tramortendolo. La donna, forse non esattamente una vittima come poteva sembrare, si dilegua, e anche Basri tacerà sull'accaduto, mentre il collega giustificherà la grave ferita come un incidente sul lavoro.
Tempo dopo, una squadra di operai, della quale fa parte anche Cemil, soccorre Basri crollato sui binari dopo una crisi epilettica. L'uomo ha sempre omesso questa sua patologia, tenuta sotto controllo con i farmaci, e anche in questo caso gode della complicità dei soccorritori. Cemil però, a questo punto, non si considera più in debito con Basri e riprende a stuzzicarlo.
Una sera, dopo aver fatto tardi al lavoro, Basri nell'officina della stazione incrocia proprio Cemil che, totalmente ubriaco, riprende ad apostrofarlo pesantemente. Basri vede che un vagone in manovra sta per travolgere il collega. Potrebbe salvarlo ma non lo fa. Cemil muore schiacciato.
Nelle indagini confessa di non essere stato in grado di aiutare Cemil, pur avendone la possibilità. Il commissario non lo incolpa per questo e inoltre lo informa che ad Istanbul avrebbero finalmente trovato il corpo del figlio. Non gli resta così che andare e fare la prova del DNA per avere conferma dell'identità.
Basri va, e dopo le conferme di laboratorio riceve una piccola cassetta con le spoglie del figlio che finalmente può riportare a casa.